# Il nano e la strega
Il nano e la strega è un film del 1975 diretto da Gioacchino Libratti.
È il primo lungometraggio erotico a cartoni animati italiano, che tenta di inserirsi nel solco aperto in quegli anni da cartoni per adulti come Fritz il gatto. Il film è stato firmato da Libratti per motivi di censura, ma in realtà la regia è dell'animatore Gibba, pseudonimo di Francesco Maurizio Guido.

## Trama
La maga Merlina, un'orribile vecchia, viene a conoscenza dallo zio mago Magozio della possibilità di divenire bella se si accoppierà più volte con il nano Pipolo, sessualmente superdotato. Egli tuttavia si rifiuta e fugge, nascondendosi prima in un circo, poi nella foresta di Sherwood insieme alla banda di Robin Hood, che lo proclama duce. Pipolo, suonando per errore le campane, dà il segnale della rivolta che si conclude con la cacciata dell'usurpatore. Il nano e Merlina, rotto l'incantesimo, ritornano alla loro antica condizione di principessa bellissima e principe e si sposano. Pipolo, tornando normale, ha però perso la propria eccezionale virilità. Merlina chiede per l'ultima volta consiglio a Magozio che invita a scegliere: o un principe normale e impotente, o un nano minuscolo ma superdotato. I due scelgono la seconda possibilità.